# Auguste Charles Pugin
Pour les articles homonymes, voir Pugin.
Augustus Charles Pugin, né à Paris le 26 avril 1768 et mort à Bloomsbury le 19 décembre 1832, est un architecte et dessinateur anglais d'origine franco-suisse. Il est surtout connu pour son œuvre de dessinateur d'architecture.

## Biographie
Né en France mais fils d'un Suisse, Auguste Pugin émigre pendant la Révolution en Angleterre, où il est formé à partir de 1792 à la Royal Academy et auprès du graveur Jacques Mérigot. Il travaille tout d'abord sous les ordres de John Nash, l'architecte préféré du régent, puis il œuvre surtout en tant que dessinateur en illustrant des recueils d'architecture, notamment pour le libraire-éditeur Rudolph Ackermann. Il épouse à Islington une femme de lettres puritaine, Catherine Welby, une parente du baronnet William Welby de Denton (Lincolnshire).
En 1823, il participe à la construction d'un bâtiment destiné à exposer, à Regent's Park, les dioramas de Louis Daguerre.
Membre honoraire de la Société des antiquaires de Normandie, Pugin contribue à la redécouverte du style gothique et au développement du néogothique, dont son fils, Augustus Welby Northmore Pugin est l'un des plus grands spécialistes. Parmi les élèves de Pugin père, on retrouve son fils ainsi que les architectes Thomas Amos et Joseph Nash.

## Galerie

Vue du Westminster Hall parue en 1808 dans Microcosm of London.
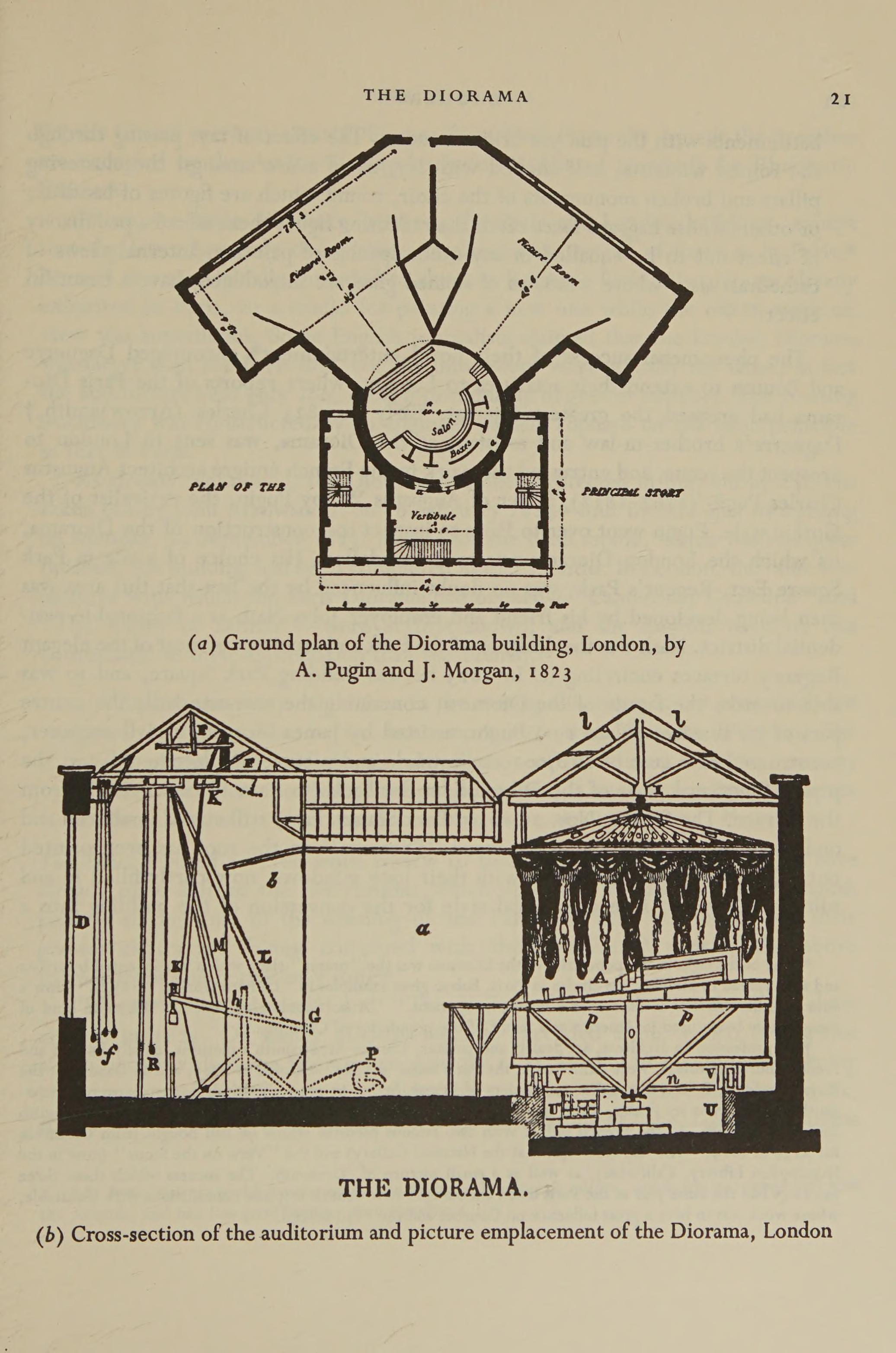
Plan du diorama de Regent's Park (1823).

## Œuvres
- A. C. Pugin (dessins d'architecture) et Thomas Rowlandson (personnages), Microcosm of London (Microcosme de Londres), 3 vol., Londres, Ackermann, 1808-1811.
- W. Brayley (textes), A. C. Pugin (dessins) et Charles Pye (gravures), Thirty Views in Islington and Pentonville (Suite de vues d'Islington et Pentonville), 1819.
- A. C. Pugin, Specimens of Gothic Architecture ; Selected from Various Antient Edifices in England (Spécimens d'architecture gothique, choisis parmi les vieux édifices de l'Angleterre), 2 vol., Londres, 1821-1823 (troisième édition, corrigée par Edward James Wilson, en 1825).
- John Britton et A. C. Pugin, Illustrations of the Public Buildings of London (Illustrations architecturales des monuments publics de Londres), 2 vol., Londres, 1824.
- John Britton et A. C. Pugin, Specimens of the Architectural Antiquities of Normandy (Échantillons des antiquités d'architecture normande), Londres, 1825.
- The Royal Pavilion at Brighton, 1826.
- Architectural Antiquities of Great Britain, 1826.
- Charles Heath et A. C. Pugin (dir.), Paris and its Environs (Paris et ses environs), 2 vol., 1828-1831.
- Examples of Gothic Architecture (Ornements gothiques), 2 vol., Londres, 1831.
- Benjamin Ferrey, A. C. Pugin (dessins) et Edward James Wilson (texte), A Series of Ornamental Timber Gables, from Existing Examples in England and France of the Sixteenth Century, Londres, 1831.
- Gothic Furniture.